# Xonrupt-Longemer
Xonrupt-Longemer är en kommun i departementet Vosges i regionen Grand Est (tidigare regionen Lorraine) i nordöstra Frankrike. Kommunen ligger i kantonen Gérardmer som tillhör arrondissementet Saint-Dié-des-Vosges. År 2022 hade Xonrupt-Longemer 1 475 invånare.

## Befolkningsutveckling
Antalet invånare i kommunen Xonrupt-Longemer
| Referens: INSEE |